# Dorota Lotaryńska
Dorota Lotaryńska (ur. 24 maja 1545 w Deneuvre, zm. 2 czerwca 1621 w Nancy) – księżniczka Lotaryngii i poprzez małżeństwo księżna Brunszwiku-Lüneburga i Calenberga. 
Urodziła się jako druga córka (trzecie, najmłodsze dziecko) księcia Lotaryngii i Baru Franciszka I oraz jego żony księżnej Krystyny Oldenburg.
W grudniu 1575 w Nancy poślubiła księcia Brunszwiku-Lüneburga i Calenbergs Eryka II Młodszego (1528–1584). W 1597 wyszła za mąż po raz drugi za markiza de Varambon Marca de Rye (zm. 1598). Zmarła bezpotomnie i została pochowana w kościele kordelierów w Nancy. 